# タクテア島
タクテア島（タクテアとう）は、アチウ島の北西21kmにある、クック諸島にある小さな無人島である。行政上、この島は最も近い島であるアチウ島の一部と見なされている。アチウ島の全住民が平等に有しており、アチウ島の特定の村や地地区には割り当てられていない。
この島は、タクテア海鳥が生息しており、トラストによって管理されている。訪問にはトラストの会長および最高首長ロンゴマタネ・アリキの許可が必要。